# Pfarrkirche Suben

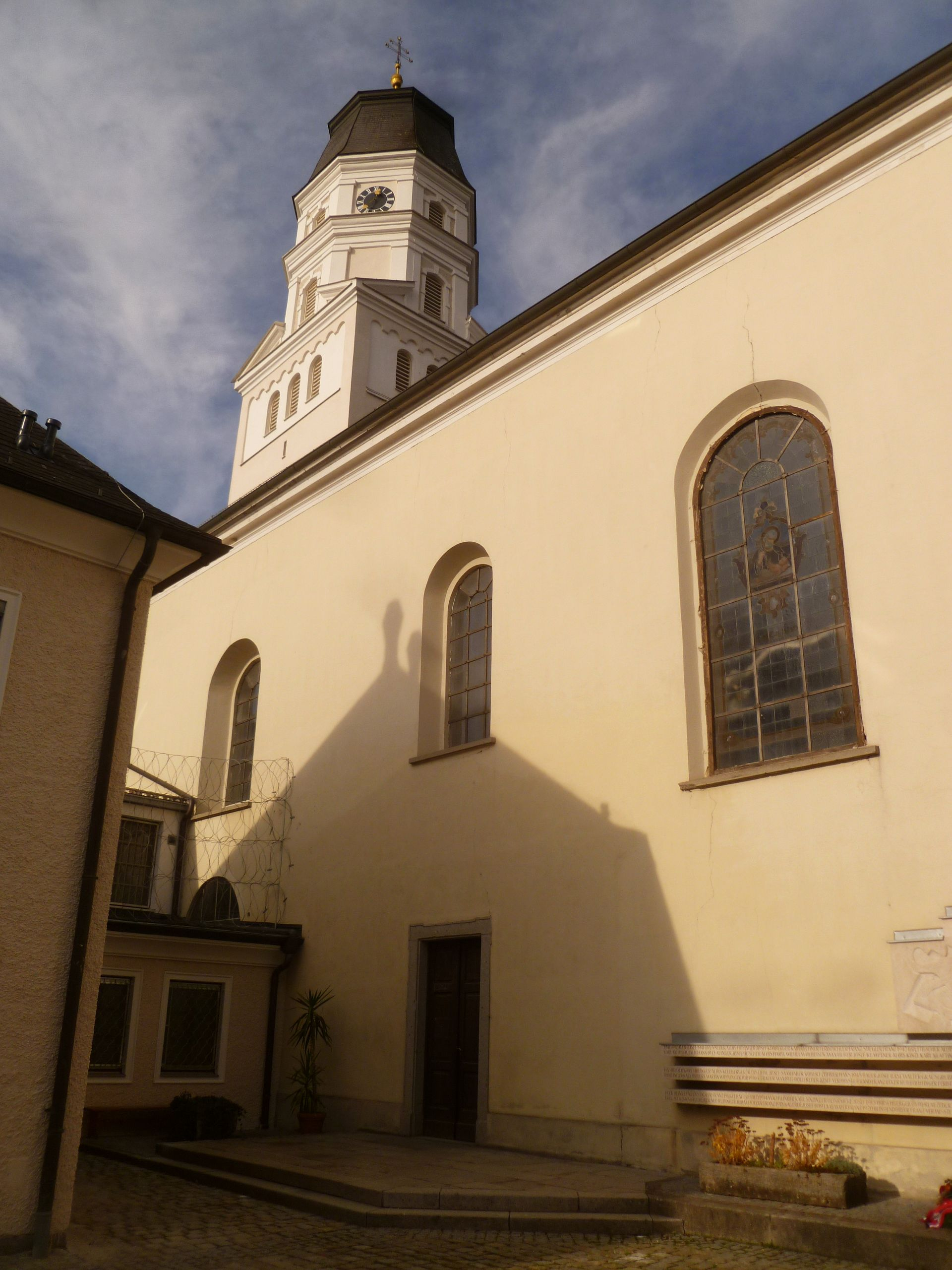
Kath. Pfarrkirche hl. Lambert in Suben

Die römisch-katholische Pfarrkirche Suben mit dem Patrozinium hl. Lambert in der Gemeinde Suben im Bezirk Schärding in Oberösterreich diente bis 1784 als Klosterkirche des Augustiner-Chorherrenstiftes Suben. Seit dem 1. Jänner 2023 gehört Suben als eine von 12 Pfarrteilgemeinden zur Pfarre Schärding der Diözese Linz.  Die Kirche steht unter Denkmalschutz.

## Geschichte
Die heutige Kirche wurde im Auftrag der Augustiner-Chorherren von Suben 1766 bis 1770 unter dem Münchner Baumeister Simon Frey als Neubau errichtet. Der Vorgängerbau, eine ursprünglich romanische Basilika, wurde dafür abgerissen. Im Turm sind noch heute romanische Fensterreste erhalten. Romanische Werksteine befinden sich in der Kirche und im Schärdinger Heimatmuseum.
Nach der Aufhebung des Augustiner-Chorherrenstifts Suben im Jahr 1784 unter Kaiser Josef II. wurde die bisherige Klosterkirche zur Pfarrkirche der neugeschaffenen Religionsfondspfarre Suben erklärt. Die an die Kirche anschließenden Gebäude wurden Staatseigentum und werden – nach mehreren Besitzerwechseln – seit 1856 als Strafanstalt genutzt.

## Architektur
Das einschiffige Langhaus folgt drei Räumen mit Hängekuppeln, wobei der mittige Raum breiter und höher ausgeführt wurde, und mit kurzen tonnengewölbten Kreuzarmen versehen wurde. Die Kreuzarme in der Längsachse sind mit Kapellennischen und darüberliegenden Emporen aufgelöst und leiten zu den beiden anderen Kuppelräumen über. Der Chor hat einen halbelliptischen Schluss. Das Fresko in den Gewölben Bekehrung des hl. Augustin malte Johann Jakob Zeiller (1768). 

## Ausstattung
Vor den Auflagern der drei Hängekuppeln stehen Holzstatuen der vier Evangelisten, der vier Kirchenväter und der vier Erzengel in der Art des Josef Deutschmann aus Passau.